# Steven J. Lopes
Steven Joseph Lopes (Fremont, Califórnia, 22 de abril de 1975) é um clérigo católico romano norte-americano. Ele é bispo e ordinário do Ordinariato Pessoal da Cátedra de São Pedro, jurisdição eclesiástica para clérigos e leigos que celebram conforme o Uso Anglicano dentro da Igreja Católica.

## Infância e educação
Lopes é filho único de José de Oliveira Lopes e Barbara Jane Lopes. Seu pai era português e sua mãe polonesa. Ele foi educado em escolas católicas na Califórnia: St. Pius School em Redwood City, St. Edward's School em Newark e Moreau Catholic High School em Hayward.
Lopes estudou no Instituto Santo Inácio da Universidade de São Francisco, e também prosseguiu seus estudos na Universidade de Innsbruck, na Áustria. Seus estudos filosóficos e preparação para o sacerdócio ocorreram no Seminário de São Patrício em Menlo Park, Califórnia, antes de ser designado para estudar teologia em Roma. Lá, ele obteve uma licenciatura na Pontifícia Universidade Gregoriana enquanto morava no Pontifício Colégio Norte-Americano.

## Ministério ordenado
Lopes foi ordenado sacerdote em 23 de junho de 2001, para a Arquidiocese de São Francisco pelo Arcebispo William Joseph Levada, durante um serviço na Catedral de Santa Maria da Assunção. Ele serviu em duas paróquias na Califórnia como pároco associado: Igreja Católica de São Patrício, em São Francisco, e Igreja Católica de Santo Anselmo em Ross, Califórnia.
Lopes retornou a Roma para obter um doutorado em teologia sagrada pela Universidade Gregoriana. Desde 2005, ele serviu como funcionário da Congregação para a Doutrina da Fé da Santa Sé, enquanto também servia como professor de teologia na Gregoriana. Durante esse tempo, ele serviu como assessor pessoal do Cardeal William Joseph Levada, que foi prefeito da Congregação para a Doutrina da Fé de 2005 a 2012. Em 2010, ele foi nomeado Monsenhor por Bento XVI. A partir de 2012, Monsenhor Lopes serviu como secretário da comissão do Vaticano Anglicanae Traditiones, que foi formada com o objetivo de desenvolver um missal que misturasse elementos litúrgicos do Rito Anglicano e Romano para uso dos ordinariatos pessoais.

### Ministério episcopal
Em 24 de novembro de 2015, a Santa Sé anunciou que o Papa Francisco havia nomeado Lopes como o primeiro bispo do Ordinariato Pessoal da Cátedra de São Pedro, uma estrutura eclesiástica para católicos nos EUA e Canadá que eram, em sua maioria, ex-anglicanos. Este anúncio coincidiu com o primeiro domingo em que os ordinariatos começaram a celebrar a missa usando o Culto Divino: o Missal, desenvolvido enquanto Lopes servia na comissão Anglicanae Traditiones em Roma. Como ordinário, Lopes sucedeu Jeffrey N. Steenson, um ex-bispo episcopal nomeado pelo Papa Bento XVI em 2012.
Em 2 de fevereiro de 2016, Lopes foi consagrado bispo na Co-Catedral do Sagrado Coração de Houston, pelo cardeal Gerhard Ludwig Müller, com o cardeal William Levada e o cardeal Donald Wuerl como co-consagradores. Ele é o primeiro bispo a liderar qualquer um dos três ordinariatos, com os outros dois sendo liderados por um padre como seu ordinário.
Em novembro de 2021, Monsenhor Lopes foi eleito presidente do Comitê de Culto Divino da USCCB. Em junho de 2024, ele foi principal co-consagrador de David Waller, o primeiro bispo-ordinário do Ordinariato Pessoal Nossa Senhora de Walsingham do Reino Unido.